# Cangzhou
Pronunciação
Cangzhou é uma cidade da República Popular da China, localizada na província de Hebei. Tem cerca de 488 mil habitantes.